# Carterocephalus
Genre
Le genre Carterocephalus regroupe des lépidoptères (papillons) de la famille des Hesperiidae et de la sous-famille des Heteropterinae.

## Dénomination
Ils ont été nommés Carterocephalus par Julius Lederer en 1852.
Synonymes : Aubertia Oberthür, 1896; Pamphilida Lindsey, 1925.

## Liste des espèces
- Carterocephalus abax Oberthür, 1886; présent dans l'ouest du Tibet
- Carterocephalus alcina Evans, 1939; dans le Yunnan.
- Carterocephalus alcinoides Lee, 1962; dans le Yunnan.
- Carterocephalus argyrostigma (Eversmann, 1851); présent en Sibérie, Mongolie et Chine.
- Carterocephalus avanti (de Nicéville, 1886); présent au Tibet.
- Carterocephalus christophi Grum-Grhsimailo, 1891; présent au Tibet et dans l'ouest de la Chine.
- Carterocephalus dieckmanni Graeser, 1888;présent en Chine.
- Carterocephalus flavomaculatus Oberthür, 1886; présent au Tibet et dans l'ouest de la Chine.
- Carterocephalus habaensis Yoshino, 1997; dans le Yunnan.
- Carterocephalus houangty Oberthür, 1886; présent au Tibet et dans l'ouest de la Chine.
  - Carterocephalus houangty jiuzaikouensis Yoshino, 2001
  - Carterocephalus houangty shoka Evans, 1915
  - Carterocephalus houangty zorgensis Yoshino, 2003
- Carterocephalus micio Oberthür, 1891; présent au Chine.
- Carterocephalus niveomaculatus Oberthür, 1886; présent au Tibet et dans l'ouest et le sud de la Chine.
- Carterocephalus palaemon (Pallas, 1771) — Échiquier ou Hespérie du brome présent en Europe, et dans le nord de l'Asie et de l'Amérique-du-Nord.
  - Carterocephalus palaemon akaishianus Fujioka, 1970; présent au Japon.
  - Carterocephalus palaemon albiguttata Christoph, 1893; présent en Sibérie.
  - Carterocephalus palaemon magnus Tilden & Emmel, 1998; présent en Californie.
  - Carterocephalus palaemon mandan (Edwards, 1863); présent au Canada.
  - Carterocephalus palaemon satakei (Matsumura, 1919); présent au Japon.
  - Carterocephalus palaemon skada (Edwards, 1870); présent en Alaska.
- Carterocephalus pulchra (Leech, 1891); présent au Tibet et dans l'ouest de la Chine.
- Carterocephalus silvicolus (Meigen, 1829) — Hespérie de la crételle, présent en Scandinavie, Sibérie, au Kamtchatka et au Japon.

### Source
- (en) funet